# Aulotarache atrisignata
Aulotarache atrisignata là một loài bướm đêm trong họ Noctuidae.